# Walter Markov
Walter Markov, nemški zgodovinar, * 5. oktober 1909, Gradec (tedaj Avstro-Ogrska), † 3. julij 1993, Summt am See, Nemčija.

## Življenje
Walter Markov, rojen kot Walter Mulec, je bil eden vodilnih zgodovinarjev francoske revolucije. Rodil se je v družini Slovenca, ki je po prvi svetovni vojni zamenjal svoj nerodni priimek v rusko zveneči Markov, in nemške Dunajčanke in je 1910-1925 živel ter se šolal v Ljubljani in Kranju, do mature leta 1927 pa še v Beogradu in na Sušaku. V letih 1927-1934 je na več nemških univerzah študiral zgodovino, evangeličansko teologijo, geografijo, filozofijo in slavistiko ter leta 1934 doktoriral v Bonnu.
Med študijem in pozneje je sodeloval s protifašisti in komunisti ter ustanovil odporniško skupino, zaradi česar so ga leta 1935 aretirali in obsodili na 12-letno zaporno kazen. Konec druge svetovne vojne je dočakal v kaznilnici Siegburg. Po vojni je najprej živel v Bonnu, ker pa ni dobil ustrezne službe, se je naselil v sovjetski zasedbeni coni. Leta 1946 je postal asistent na Univerzi v Leipzigu. Hitro je napredoval, se habilitiral na Univerzi v Halleju in postal že leta 1949 redni profesor. Leta 1950 so ga osumili titoizma in je komajda obdržal službo, leta 1960 pa se je novim težavam izognil z odhodom v Nigerijo, kjer je bil tri leta profesor in je vzpostavil sodobno zgodovinopisje. V letih 1970-1971 je predaval na univerzi v Santiagu. Po vrnitvi je spet predaval v Leipzigu, leta 1974 pa se je upokojil. Njegovo profesuro je prevzel Manfred Kossok.
Politik Helmuth Markov je njegov sin.

## Delo
Markov se je sprva ukvarjal z zgodovino JV Evrope, mednarodno pa se je uveljavil kot eden vodilnih strokovnjakov za francosko revolucijo in predvsem za različna leva gibanja v času revolucije (sankiloti). Monografija, ki sta jo napisala skupaj s francoskim zgodovinarjem Albertom Soboulom, je eno izmed standardnih del o francoski revoluciji in je prevedena v slovenščino. Raziskoval in pisal je tudi o svetovni zgodovini.
Od leta 1994 podeljujeta Karl-Lamprecht-Gesellschaft in Institut für Kultur- und Universalgeschichte iz Leipziga nagrado Walterja Markova avtorjem zgodovinskih študij o temah, ki jih je Markov raziskoval.

## Dela
- Walter Markov, Serbien zwischen Österreich und Rußland 1897-1908, Stuttgart, 1934;
- Walter Markov in Albert Soboul, Die Sansculotten von Paris : Dokumente zur Geschichte d. Volksbewegung 1793-1794, Berlin, 1957;
- Walter Markov in Alfred Anderle, ur., Kleine Enzyklopädie Weltgeschichte : Die Länder d. Erde von A-Z, Leipzig, 1964;
- Walter Markov, Die Freiheiten des Priesters Roux, Berlin, 1967;
- Walter Markov, ur., Jacques Roux Scripta et acta, Berlin, 1969;
- Walter Markov, Exkurse zu Jacques Roux, Berlin, 1970;
- Walter Markov in Albert Soboul, 1789, die große Revolution der Franzosen, Berlin, 1973 (slovenski prevod z dopolnili avtorja: 1789 - velika revolucija Francozov, prev. Dušan Voglar, Ljubljana, 1989);
- Walter Markov in Heinz Helmert, Schlachten der Weltgeschichte, Leipzig, 1977;
- Ernst Werner in Walter Markov, Geschichte der Türken von den Anfängen bis zur Gegenwart, Berlin, 1978;
- Walter Markov, Weltgeschichte im Revolutionsquadrat, ur. Manfred Kossok, Berlin, 1979;
- Walter Markov, Kognak und Königsmörder : Histor.-literar. Miniaturen, Berlin, Weimar, 1979;
- Walter Markov, Grand Empire : Sitten und Unsitten der Napoleonzeit, Leipzig, Stuttgart, 1984;
- Walter Markov, ur., Freiheit wird die Welt erobern : Reden u. Schriften von Jacques Roux, Leipzig, 1985;
- Walter Markov, Revolution im Zeugenstand : Frankreich 1789-1799, Leipzig, 1989;
- Walter Markov, Grundzüge der Balkandiplomatie, Leipzig, 1999.